# Макріан Старший
Фульвій Макріан (лат. Fulvius Macrianus) — римський узурпатор та военачальник, був одним із фінансових офіцерів Валеріана. Він проголосив імператорами у 260—261, своїх синів Макріана Молодшого та Квіета. Джерела стверджують, що він був передовим воєначальником Валеріана, але це скоріше всього перебільшення.

## Походження
Походження його точно невідомо, є свідчення що він, зокрема в «Історії Августів», був низького походження і дослужився до високих постів в армії при Валеріані. Дружина його, мабуть, була знатного роду (дослідники припускають, що вона походила з роду Юніев, так як їх молодший син Квіет носив ім'я «Юний»).,

## Діяльність
При Валериані він, можливо, був натхненником антихристиянських гонінь в Єгипті — принаймні в цьому його звинувачує Діонісій Александрійський (його тексти переказані у Євсевія Кесарійського). Він супроводжував Валеріана під час походу на Персію (Євсевій, спираючись на Діонісія, стверджує, що Макріан зрадив Валеріана, але це, швидше за все, лише вигадка). Після захоплення Валеріана імператором Сассанід Шепуром I, син Валеріана Галлієн став єдиним імператором, але він був зайнятий власними проблемами на Заході. Макріан скористався можливістю, Баліста запропонував Макріану стати імператором, але той відмовився. З впливом, яке принесло йому володіння казначейством, Макріану, вдалося зробити імператорами власних синів.
У 261 році залишивши Квіета і Балісту на Сході, Макріан Старший і його другий син Макріан Молодший вели східну армію з Азії в Європу, щоб підтвердити свої права на імператорський престол. Але в битві у Фракії у 261 році з армією майбутнього узурпатора Авреолі, полководця імператора Галлієна, згідно з Іоанном Зонарою, Макріани зазнали поразки і були вбиті власними солдатами. Безпосередньої поразки їм завдав якийсь Доміціан — очевидно, ще один майбутній узурпатор Доміціан II. Незабаром і Квіет був убитий правителем Пальміри Оденатом.

## В історії
Також, відомі кілька монет із зображенням Макріан Старшого, але вони сучасними дослідниками вважаються підробленими — так як він не був імператором, то і монети друкувалися тільки з зображенням його синів.  